# えふカード
えふカード（fカード）は、福岡市交通局が発行していたストアードフェアカードである。福岡市交通局の運営する地下鉄線（福岡市地下鉄）内のみで使用可能であった。
2012年12月31日限りで発売を終了し、2013年10月31日限りで券売機・自動改札機での利用も終了した。

## 概要
1995年5月8日からサービスを開始した。なお、2001年10月1日からプレミアムの向上に伴い発売金額を変更している。
大人用と小児・割引用の2種類がある。
自動改札機に直接投入して利用できる。また、自動券売機での乗車券の購入や自動精算機での乗り越し精算にも利用できる（ただし、「はやかけん」での定期券と併用しての乗り越し精算は不可）。
回数券の発展的解消としての位置付けであったが、登場初期は様々な制約があった。
- 複数人で使用する事は一切できない。残額が初乗り運賃以下にならないと、改札機だけでなく券売機や精算機にも投入ができなかった。しかも、その時は1枚しか乗車券が券売機で購入できなかった。
- 大人用を子供が使う事（あるいはその逆）はできない。
- 割引率が回数券に比べて低い。

これらの問題は回数券の廃止と券売機での乗車券購入が無条件で可能になったことで解消された。

## 発売券類

### 2001年10月1日以降
大人用
- 1,000円券（1,100円分使用可能）
- 3,000円券（3,400円分使用可能）
- 5,000円券（5,900円分使用可能）
- 10,000円券（11,800円分使用可能）

小児・割引用
- 1,000円券（1,100円分使用可能）
- 3,000円券（3,400円分使用可能）
- 5,000円券（5,900円分使用可能）

### 2001年9月30日以前
大人用
- 2,000円券（2,100円分使用可能）
- 3,000円券（3,200円分使用可能）
- 5,000円券（5,500円分使用可能）
- 10,000円券（11,200円分使用可能）

小児・割引用
- 1,000円券（1,050円分使用可能）
- 1,500円券（1,600円分使用可能）
- 2,500円券（2,750円分使用可能）
- 5,000円券（5,600円分使用可能）

## サービスの終焉
福岡市地下鉄では、2009年3月7日にICカード「はやかけん」を導入し、2010年3月13日からは、九州旅客鉄道（JR九州）が2009年3月1日から導入している「SUGOCA」、西日本鉄道（西鉄）が2008年5月18日から導入している「nimoca」、東日本旅客鉄道（JR東日本）など6社に導入されている「Suica」との相互利用を開始している。
これに加えて2013年春からはPASMO・ICOCA・PiTaPaなどはやかけんを含む全国10種のICカードの相互利用が開始されることから、えふカードについては2012年12月31日限りで販売を終了し、2013年10月31日限りで取扱いを終了した。翌2013年11月1日から2018年10月31日までは無手数料（カード残額に発売金額を利用可能金額で割った値を掛けた額、端数は切り上げ）での払い戻しを実施する。